# Катіна Паксіну
Катіна Паксіну (грец. Κατίνα Παξινού), повне ім'я Екатеріні Константопулу-Паксіну (грец. Κατίνα Κωνσταντοπούλου - Παξινού, 17 грудня 1900, Пірей — 22 лютого 1973, Афіни) — грецька театральна і кіноактриса, володарка премій «Оскар» і «Золотий глобус» 1943 року.

## Біографія
Катіна Паксіну народилася 17 грудня 1900 року в місті Пірей, Греція. Свою кар'єру почала як оперна співачка, але в 1929 році вирішила стати акторкою і вступила в трупу Національного театру Греції. Під час її лондонських гастролей почалася Друга світова війна, і Катіна вирішила не повертатися до Греції, а іммігрувати в США, де стартувала її кінокар'єра.
Першим фільмом за її участю став «По кому дзвонить дзвін» 1943 року, за роль Пілар в якому Катіна удостоєна премій «Оскар» і «Золотий глобус». Впродовж наступних років, аж до 1949, Катіна продовжувала регулярно зніматися в голлівудських фільмах. 1947 року вона зіграла мадам де ла Руж в британському фільмі «Дядя Сілас», де поряд з нею знімалася Джин Сіммонс. Після 1949 року Катіна лише раз з'явилася у Голлівуді, зігравши в 1959 році циганку у релігійній епопеї «Диво». Вона кілька разів з'явилася на Бродвеї, у тому числі в п'єсі «Дім Бернарди Альби» в 1951 році, де зіграла головну роль.
У 1950-х роках Катіна Паксіну повернулася до Греції, де продовжила свою театральну кар'єру. Разом з чоловіком, режисером Алексісом Менотісом, вона стала засновницею Королівського театру Афін. В наступні роки вона здебільшого грала в театрі і лише зрідка з'являлася в невеликих ролях у кіно і на телебаченні.
Катіна Паксіну померла від раку 22 лютого 1973 в Афінах у віці 72 років. Похована на Першому афінському кладовищі.